# Planckova gibalna količina
Planckova gibalna količina (oznaka {\displaystyle G_{P}\,}) je izpeljana enota v Planckovem sistemu enot.

## Definicija
Planckova gibalna količina se izračuna na naslednji način:
{\displaystyle G_{P}=m_{P}c={\frac {\hbar }{l_{P}}}={\sqrt {\frac {\hbar c^{3}}{\kappa }}}}
kjer je:
{\displaystyle m_{P}\,} Planckova masa
{\displaystyle l_{P}\,} Planckova dolžina
{\displaystyle c\,} hitrost svetlobe v vakuumu
{\displaystyle \hbar } reducirana Planckova konstanta
{\displaystyle \kappa \,} gravitacijska konstanta.

## Lastnosti
Velikost Planckove gibalne količine je 
{\displaystyle G_{P}\approx 6,52485} kg m/s.
Planckova gibalna količina je enaka Planckovi masi pomnoženi s hitrostjo svetlobe.